# Pomnik Matki z Dziećmi w Radlinie
Pomnik Matki z Dziećmi w Radlinie – pomnik z brązu w Radlinie (powiat wodzisławski) na Górnym Śląsku, o charakterze parkowym, poświęcony rodzinie. Pomnik zlokalizowany jest w centralnym miejscu miasta, na placu Radlińskich Olimpijczyków, obok fontanny miejskiej. Autorem pomnika jest Henryk Fojcik, rybnicki rzeźbiarz i naukowiec, związany z Uniwersytetem Śląskim.
Rzeźba przedstawia matkę na spacerze z trójką swoich dzieci – najmłodszym synem, którego trzyma na rękach oraz drugim synem i córką, którzy idą za matką. Postaci rodziny umiejscowione są na kształcie serca, które jest symbolem miasta. Nieobecność ojca bywa interpretowana jako symbol pracy górniczej i związana z nią rozłąka z najbliższymi.
Pomnik został postawiony w miejscu nieistniejącej już rzeźby Matki Polki. Odsłonięty został 21 listopada 2012 roku, w ramach uroczystości 15-lecia samorządności miasta Radlin.